# François Dhanis
François Jean Marie Dhanis (Antwerpen, 8 februari 1819 - 17 januari 1881) was een Belgisch politicus voor de Liberale Partij.

## Levensloop
Hij was een zoon van Antoine Dhanis en van Cornélie van Cannart d'Hamale. Antoine was lid van het Nationaal Congres. François trouwde met Josephine Michiels, dochter van senator Jean Michiels.
Hij was reder, directeur van de rederij Michiels-Loos in Antwerpen (1868-1881).
In 1878 werd hij verkozen tot liberaal senator voor het arrondissement Antwerpen en vervulde dit mandaat tot in 1881.
Hij was tevens censor van de Nationale Bank van België (1871-1881), lid van het discontokantoor van de Nationale Bank voor Antwerpen (1868-1881) en ten slotte  ondervoorzitter van de Hulp- en Voorzorgkas voor zeelieden onder Belgische vlag (1872-1876).